# Zbigniew Bednarski (chirurg)
Zbigniew Bednarski (ur. 30 października 1928, zm. 3 grudnia 2020) – polski chirurg, dr hab. n. med.

## Życiorys
Obronił pracę doktorską, następnie uzyskał stopień doktora habilitowanego. Pracował na stanowisku kierownika w Klinice Chirurgii Ogólnej Instytutu Gruźlicy, a także był ordynatorem na Oddziale Chirurgii Ogólnej z Pododdziałem Proktologii w Szpitalu na Solcu w Warszawie.
Zmarł 3 grudnia 2020.